# Marcel Mihalik
Marcel Mihalik, též Marcel Mihalík (* 24. března 1963), byl slovenský politik, po sametové revoluci československý poslanec Sněmovny národů Federálního shromáždění za Slovenskou národní stranu.

## Biografie
Ve volbách roku 1992 byl za SNS zvolen do slovenské části Sněmovny národů. Ve Federálním shromáždění setrval do zániku Československa v prosinci 1992. Uvádí se bytem Bratislava.
V letech 1988-1989 se jistý Marcel Mihálik uvádí jako jeden ze zakladatelů organizace Štúrova spoločnosť. V roce 1990 byl zvolen jejím místopředsedou.